# 1973年の日本公開映画
- 映画 > 映画の一覧 > 年度別日本公開映画 > 1973年の日本公開映画
- 映画 > 1973年の映画 > 1973年の日本公開映画

1973年の日本公開映画（1973ねんのにほんこうかいえいが）では、1973年（昭和48年）1月1日から同年12月31日までに日本で商業公開された映画の一覧を記載。作品名の右の丸括弧内は製作国を示す。
記載の凡例については年度別日本公開映画#凡例を参照

## 作品一覧

### 1月
- 7日
  - ベン （ アメリカ合衆国）
- 13日
  - 女番長 （ 日本）
  - 激突! （ アメリカ合衆国）
  - 仁義なき戦い （ 日本）
- 15日
  - 恍惚の人 （ 日本）
- 20日
  - センチュリアン （ アメリカ合衆国）

### 2月
- 3日
  - アニマル・セックス （ アメリカ合衆国）
  - ポルノ時代劇 忘八武士道 （ 日本）
- 10日
  - 生き残るヤツ (アディクト)（ アメリカ合衆国）
  - 男じゃないか 闘志満々 （ 日本）
  - 空中大脱走 （ アメリカ合衆国）
  - スーパーフライ （ アメリカ合衆国）
  - 卒業旅行 Little Adventurer （ 日本）
  - 夕陽の群盗 （ アメリカ合衆国）
- 17日
  - 赤い鳥逃げた? （ 日本）
  - カンタベリー物語 （ イタリア）
  - 反逆の報酬 （ 日本）
- 24日
  - 赤ちゃんよ永遠に （ イギリス /  アメリカ合衆国）
  - 青幻記 遠い日の母は美しく （ 日本）

### 3月
- 3日
  - 硫黄島 （ 日本）
  - 水の中の小さな太陽 （ フランス）
- 10日
  - 美しく青きドナウ（英語版） （ アメリカ合衆国）
- 16日
  - ゲッタウェイ （ アメリカ合衆国）
- 17日
  - 男の出発 （ アメリカ合衆国）
  - 東映まんがまつり
    - 仮面ライダーV3 （ 日本）
    - 飛び出す人造人間キカイダー （ 日本）
    - パンダの大冒険 （ 日本）
    - ひみつのアッコちゃん （ 日本）
    - マジンガーZ （ 日本）

  - 東宝チャンピオンまつり
    - ゴジラ対メガロ （ 日本）
    - ジャングル黒べえ （ 日本）
    - 飛び出せ!青春 （ 日本）
    - パンダコパンダ 雨ふりサーカスの巻 （ 日本）

  - 花と龍 青雲篇 愛憎篇 怒濤篇 （ 日本）
  - ポセイドン・アドベンチャー （ アメリカ合衆国）
- 24日
  - エロスは甘き香り （ 日本）
  - シシリアン・マフィア （ イタリア）
  - ダニエルとマリア （ イタリア）
  - 野性の叫び （ アメリカ合衆国）
- 31日
  - 狼どもの報酬 （ フランス）
  - フリッツ・ザ・キャット （ アメリカ合衆国）

### 4月
- 7日
  - ジョニーは戦場へ行った （ アメリカ合衆国）
  - ハンマー （ アメリカ合衆国）
  - 110番街交差点 （ アメリカ合衆国）
  - 股旅 （ 日本）
- 14日
  - サンタマリア特命隊 （ アメリカ合衆国）
  - 小さな約束 （ フランス）
  - 同棲時代 今日子と次郎 （ 日本）
  - としごろ （ 日本）
  - 野獣戦争 （ アメリカ合衆国）
  - 夜の歌謡シリーズ 女のみち （ 日本）
- 21日
  - おかしなおかしな大泥棒 （ アメリカ合衆国）
  - 桜の代紋 （ 日本）
  - 新座頭市物語 笠間の血祭り （ 日本）
  - 見えない恐怖 （ イギリス）
  - 妖精たちの森 （ イギリス）
- 28日
  - 仁義なき戦い 広島死闘篇 （ 日本）

### 5月
- 2日
  - 愛ってなんだろ（ 日本）
- 5日
  - ある愛のすべて （ アメリカ合衆国）
- 12日
  - お熱い夜をあなたに （ アメリカ合衆国）
- 19日
  - 王将 （ 日本）
  - 花のようなエレ （ フランス）
  - ワイルド・アパッチ （ アメリカ合衆国）
- 24日
  - 女番長 感化院脱走 （ 日本）
  - ボディガード牙 （ 日本）
- 26日
  - 悪を呼ぶ少年 （ アメリカ合衆国）
  - ふたり自身 （ アメリカ合衆国）

### 6月
- 2日
  - 荒野のストレンジャー （ アメリカ合衆国）
  - 戦争と冒険 （ イギリス /   アメリカ合衆国）
  - ビリー・ホリデイ物語/奇妙な果実 （ アメリカ合衆国）
- 9日
  - 喜劇 男の泣きどころ （ 日本）
  - ゴキブリ刑事 （ 日本）
  - ソイレント・グリーン （ アメリカ合衆国）
  - 無宿人御子神の丈吉 黄昏に閃光が飛んだ （ 日本）
- 16日
  - キートンのセブン・チャンス、キートンの警官騒動 （ アメリカ合衆国）[1]
  - 吸血鬼ブラキュラ （ アメリカ合衆国）
  - ピンポンは国境を越えて 友情開花 （ 中国）
  - ラ・スクムーン （ フランス）
- 23日
  - ブラザー・サン シスター・ムーン （ イタリア）
  - ラスト・タンゴ・イン・パリ （ イタリア /  フランス）
- 30日
  - 殺人者にラブ・ソングを （ アメリカ合衆国）
  - 新・同棲時代 愛のくらし （ 日本）
  - ときめき （ 日本）
  - 日曜日は別れの時 （ イギリス /  アメリカ合衆国）
  - メカニック （ アメリカ合衆国）

### 7月
- 4日
  - 温泉おさな芸者 （ 日本）
- 7日
  - 失われた地平線 （ アメリカ合衆国）
  - 戒厳令 （ 日本）
  - マクベス （ アメリカ合衆国）
- 14日
  - 007/死ぬのは奴らだ （ イギリス /  アメリカ合衆国）
  - 街の灯（リバイバル） （ アメリカ合衆国）[2]
- 18日
  - 東映まんがまつり
    - 仮面ライダーV3対デストロン怪人 （ 日本）
    - バビル2世 （ 日本）
    - マジンガーZ対デビルマン （ 日本）
    - 魔法使いサリー （ 日本）
    - ロボット刑事 （ 日本）
- 21日
  - 最後の猿の惑星 （ アメリカ合衆国）
  - ワッツタックス/スタックス・コンサート （ アメリカ合衆国）
- 28日
  - 東宝チャンピオンまつり
    - 愛の戦士レインボーマン （ 日本）
    - ウルトラマンタロウ （ 日本）
    - おもちゃ屋ケンちゃん （ 日本）
    - 怪獣島の決戦 ゴジラの息子 （ 日本）
    - 科学忍者隊ガッチャマン （ 日本）
    - 山ねずみロッキーチャック （ 日本）
- 29日
  - 女囚さそり けもの部屋 （ 日本）
  - 猟奇性犯罪秘録 （ アメリカ合衆国）

### 8月
- 4日
  - 男はつらいよ 寅次郎忘れな草 （ 日本）
  - サマータイム・キラー （ イタリア）
  - さらば白き氷壁 （ 西ドイツ）
- 11日
  - 子連れ狼 冥府魔道 （ 日本）
  - スヌーピーの大冒険 （ アメリカ合衆国）
  - 戦争と人間 第三部 完結篇 （ 日本）
  - 山口組三代目 （ 日本）
  - 夜の歌謡シリーズ なみだ恋 （ 日本）
- 18日
  - アラン・ドロンのショック療法 （ フランス）
  - ボギー!俺も男だ （ アメリカ合衆国）

### 9月
- 4日
  - トレイダー・ホーン （ アメリカ合衆国）
- 8日
  - 人間革命 （ 日本）
- 14日
  - シーラ号の謎 （ アメリカ合衆国）
- 15日
  - 恋は放課後 （ 日本）
  - ジャッカルの日 （ イギリス /  フランス /  アメリカ合衆国）
  - 東京-ソウル-バンコック 実録麻薬地帯 （ 日本 /  韓国 /  イギリス領香港 /  タイ）
- 22日
  - スケアクロウ （ アメリカ合衆国）
- 25日
  - 仁義なき戦い 代理戦争 （ 日本）
- 29日
  - L.B.ジョーンズの解放 （ アメリカ合衆国）

### 10月
- 6日
  - アルフレード アルフレード （ イタリア）
  - 高校教師 （ イタリア）
  - 人間革命 （ 日本）
  - ビリー・ザ・キッド/21才の生涯 （ アメリカ合衆国）
- 13日
  - ガラスの旅 （ イタリア）
  - さらば外人部隊 （ イタリア）
  - シェイマス （ アメリカ合衆国）
  - 上級生 （ フランス）
  - ブラック・デカメロン （ イタリア）
  - レディ・カロライン （ イギリス）
- 27日
  - 赤い仔馬 （ アメリカ合衆国）
  - 朝やけの詩 （ 日本）
  - 現代任侠史 （ 日本）
  - ラスト・アメリカン・ヒーロー （ アメリカ合衆国）
  - ロイ・ビーン （ アメリカ合衆国）

### 11月
- 1日
  - ビッグ・ガン （ イタリア）
- 3日
  - 相続人 （ フランス）
  - 四畳半襖の裏張り （ 日本）
  - ロリ・マドンナ戦争（ アメリカ合衆国）
- 10日
  - 白熱 （ アメリカ合衆国）
  - 黒いジャガー/アフリカ作戦 （ アメリカ合衆国）
- 17日
  - オー!ラッキーマン （ イギリス）
  - 12月の熱い涙 （ アメリカ合衆国）
  - 日本侠花伝 第一部 野あざみ 第二部 青い牡丹 （ 日本）
- 23日
  - ロス・アミーゴス （ イタリア）

### 12月
- 1日
  - 黄金の指（ アメリカ合衆国）
  - ザ・ゴキブリ （ 日本）
  - 修羅雪姫 （ 日本）
- 8日
  - スコルピオ （ アメリカ合衆国）
  - ダイナマイト諜報機関/クレオパトラ危機突破 （ アメリカ合衆国）
- 15日
  - 愛欲の罠 （ 日本）
  - アマゾネス （ イタリア /  フランス /  スペイン）
  - ウエストワールド （ アメリカ合衆国）
  - ジェレミー（英語版） （ アメリカ合衆国）
  - シンジケート （ アメリカ合衆国 /  イタリア）
- 20日
  - 津軽じょんがら節 （ 日本）
  - 東宝チャンピオンまつり
    - ウルトラマンタロウ （ 日本）
    - エースをねらえ! （ 日本）
    - 科学忍者隊ガッチャマン （ 日本）
    - キングコングの逆襲 （ 日本 /  アメリカ合衆国）
    - 侍ジャイアンツ （ 日本）
    - 山ねずみロッキーチャック （ 日本）
- 22日
  - 北国の帝王 （ アメリカ合衆国）
  - 燃えよドラゴン （ イギリス領香港 /  アメリカ合衆国）
  - 別れのクリスマス （ イギリス）
- 25日
  - 雪だるま超特急 （ アメリカ合衆国）
- 26日
  - 男はつらいよ 私の寅さん （ 日本）
- 29日
  - ゴルゴ13 （ 日本 /  イラン）
  - 女囚さそり 701号怨み節 （ 日本）
  - 日本沈没 （ 日本）